# Stanley Lane-Poole

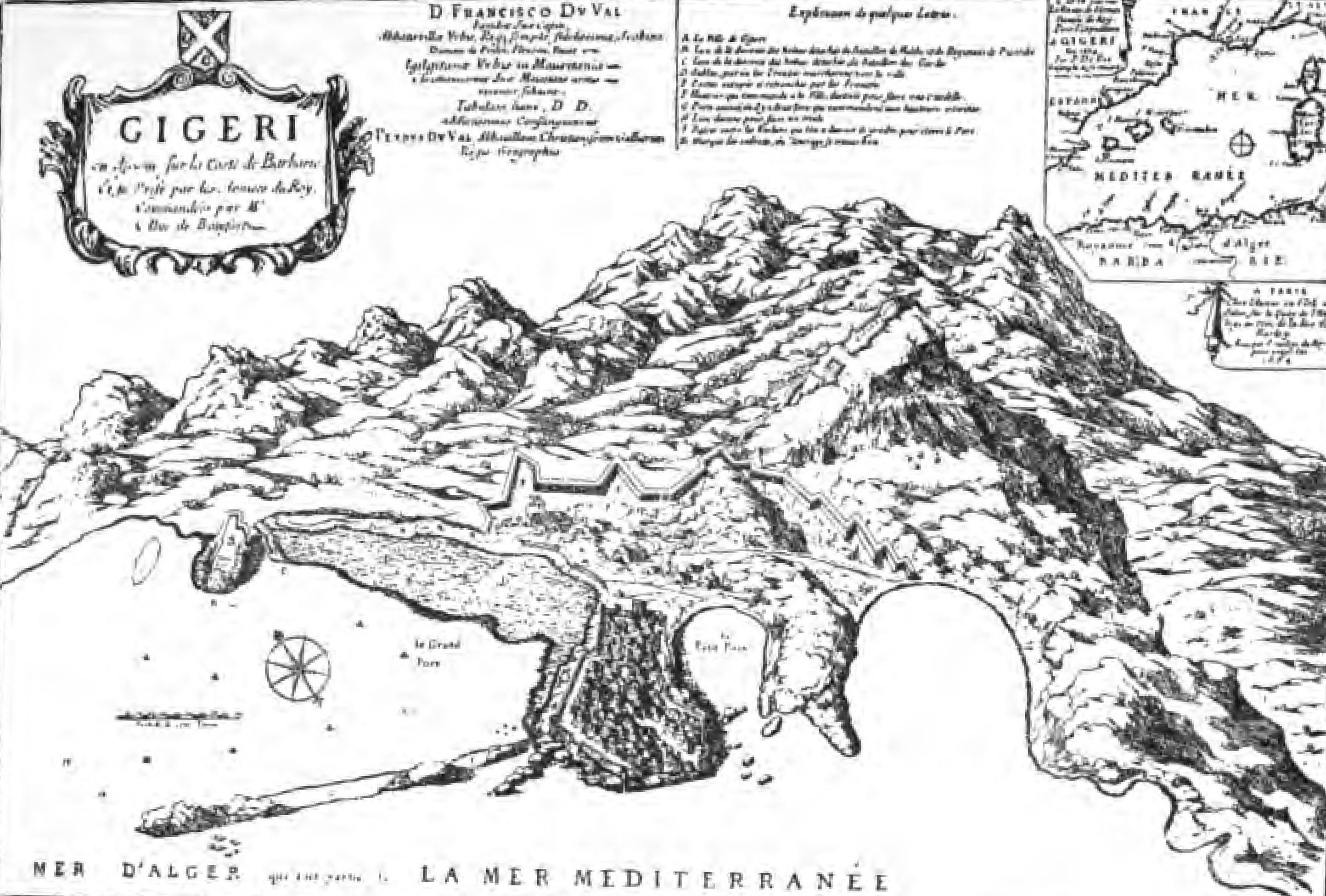
Jijel en 1664 par Stanley Lane-Poole

Stanley Edward Lane-Poole, né le 18 décembre 1854 à Londres et mort dans la même ville le 29 décembre 1931, est un orientaliste et archéologue britannique. Son oncle est Edward William Lane.

## Biographie
Né à Londres en 1854, il travaille au British Museum de 1874 à 1892  puis se rend en Égypte se livrer à des fouilles archéologiques. De 1897 à 1904, il occupe une chaire d'études arabiques à l'université de Dublin.

## Publications
- Achève le premier Livre du Lexique anglo-arabe (en), laissé inachevé par son oncle, E. W. Lane.
- The Life of Edward William Lane (1877)
- The People of Turkey (editor) (1878)
- Lane's Selection From the Kuran (1879)
- Egypt (1881)
- Le Korân, sa poésie et ses lois (1882)
- Studies in a Mosque (le Caire, février 1883)
- Picturesque Palestine, Sinai and Egypt, D. Appleton: New York (1883)
- Social Life in Egypt: A Description of the Country & Its People (1884)
- The Life of the late General F.R. Chesney (editor) (1885)
- The Story of the Moors in Spain (1886)
- Turkey (1888)
- The Barbary Corsairs (1890)
- Sir Richard Church (1890)[2].
- The Speeches and Table-Talk of the Prophet Mohammad (1893)
- The Mohammedan Dynasties: Chronological and Genealogical Tables with Historical Introductions (1894)
- Saladin: All-Powerful Sultan and the Uniter of Islam (1898)
- Babar, Rulers of India series (en) (1899)
- History of Egypt in the Middle Ages (1901)
- Medieval India under Mohammedan Rule, AD 712-1764 (1903)
- Saladin and the Fall of the Kingdom of Jerusalem (1903)
- The Story of Cairo (1906)
- Stanley Lane-Poole, History of India : From Mohammedan Conquest to the Reign of Akbar the Great (Vol. 3), Londres, Grolier society, 1907 (lire en ligne)
- Life of Sir Harry Parkes avec F.V. Dickins (1894)

## Édités
- Edward William Lane, An Arabic-English lexicon: derived from the best and the most copious eastern sources, Williams and Norgate (en), 1885, 3064 p. (lire en ligne)
- Edward William Lane, An Arabic-English lexicon: derived from the best and the most copious eastern sources, vol. Volume 1, Part 1 of An Arabic-English Lexicon, Williams and Norgate, 1863, 3064 p. (lire en ligne)
- Edward William Lane, Stanley Lane-Poole, An Arabic-English lexicon : derived from the best and the most copious eastern sources ..., Williams and Norgate, 1865 (lire en ligne)
- Edward William Lane, Stanley Lane-Poole, An Arabic-English lexicon : derived from the best and the most copious eastern sources ..., vol. Volume 1 of An Arabic-English Lexicon: Derived from the Best and the Most Copious Eastern Sources, Williams and Norgate, 1863 (lire en ligne)
- Edward William Lane, An Arabic-English lexicon: derived from the best and the most copious eastern sources, vol. Volume 1, Part 8 of An Arabic-English Lexicon, Williams and Norgate, 1893, 3064 p. (lire en ligne)
- Edward William Lane, An Arabic-English lexicon: derived from the best and the most copious eastern sources, vol. Volume 1, Part 6 of An Arabic-English Lexicon, Williams and Norgate, 1877, 3064 p. (lire en ligne)
- Edward William Lane, Arabic-English lexicon, Volume 1, Part 2, Islamic Book Centre, 1865, 3064 p. (lire en ligne)
- Edward William Lane, Arabic-English lexicon, Volume 1, Part 4, Islamic Book Centre, 1872, 3064 p. (lire en ligne)

## Source de la traduction
- (en) Cet article est partiellement ou en totalité issu de l’article de Wikipédia en anglais intitulé « Stanley Lane-Poole » (voir la liste des auteurs).